# تمام من (ترانه جان لجند)
«همه من» تک‌آهنگی عاشقانه از جان لجند است که در سال ۲۰۱۳ میلادی منتشر شد.
این تک‌آهنگ در چارت‌های استرالیا، در رتبه اول و در چارت‌های، فلاندرز، نیوزلند، جزو ده ترانه اول قرار گرفت.